# アブドゥッラフマーン (モンゴル帝国)
アブドゥッラフマーン（奥都剌合蛮、عبد الرّحمن 、Abd al-Rahmān、Abdur-Rahman、? - 1246年）は、モンゴル帝国の官人。アブドゥル・ラフマーン（Abdur-Rahman）などとも表記される。

## 概要

### オゴデイの治世
西域のペルシア系出身の色目人で商家の出身とされる。
『元史』巻146列伝146耶律楚材伝によると、アブドゥッラフマーンはウイグル人訳史（翻訳官）の安天合と第2代皇帝オゴデイの側近のチンカイ（鎮海）の推挙に用いられるようになったという。これより先、モンゴル帝国は河南の金朝平定によって1238年（太宗10年/戊戌）までに税収が110万両（＝2万2千錠）に増加していたが、1239年（太宗11年/己亥）12月にアブドゥッラフマーンはその倍額に当たる220万両（＝4万4千錠）を撲買（徴税の請負）を行うと申し出た。当然、この税収増額は民からの過酷な徴収の上に成り立っていたため、耶律楚材は声を荒げ涙ながらにアブドゥッラフマーンによる徴税を改めるよう訴えたが、オゴデイ・カアンは「試しにやらせてみよ」と述べて耶律楚材の進言を取り上げなかった。こうして、翌1240年（太宗12年/庚子）正月にアブドゥッラフマーンは「提領諸路課税所官」に任じられ、以後ヒタイ（旧金朝領華北）地方の徴税を務めるようになった。徴税額が上がったヒタイ地方（漢地）では以前にも増してウイグル商人の高利貸しが問題となり、同1240年には利子は元金を超えないようにすべしとの命が出されるに至っている。

### ドレゲネ称制期
翌1241年（太宗13年/辛丑）10月、漢地にはそれまで中央アジア方面を治めていたマフムード・ヤラワチが「イェケ・ジャルグチ（大断事官）」として赴任した。同年11月、『元史』太宗本紀によるとオゴデイ・カアンは狩猟に出た先でアブドゥッラフマーンが勧めた酒を夜通し飲み、夜が明けたところで急速に体調を崩し亡くなったという。モンゴル帝国の慣例では皇帝の死後正皇后が次期皇帝の選出まで国政を取り仕切る事になっていたが、第一皇后のボラクチン・ハトゥンは既に亡く、第二皇后のモゲ・ハトゥンもオゴデイの後を追うように亡くなったことから、第六皇后に過ぎなかったドレゲネが次期皇帝の選出まで監国として国政を握ることになった（中国史上の文脈ではこの期間を「六皇后/ドレゲネ称制期」と呼ぶ）。
ペルシア語史料の『集史』「グユク・カン紀」には、ドレゲネ皇后とその侍従長であるファーティマ・ハトゥンは権勢を握ると個人的な復讐心からチンカイ、クルクズ、ヤラワチらオゴデイ時代の高官達を次々と罷免したと記される。とりわけ、漢地総督のマフムード・ヤラワチは過去の遺恨からファーティマ・ハトゥンの命によって地位を逐われ、その後釜としてファーティマ・ハトゥンが推挙したのがアブドゥッラフマーンであったとされる。一方、『元史』耶律楚材伝などではアブドゥッラフマーンと耶律楚材が朝廷内の主導権を巡って対立していたかのように記されるが、実際には両者の対立はドレゲネ及びファーティマと旧政権高官の派閥抗争の一環に過ぎなかったようである。
この時期のアブドゥッラフマーンの施策として特筆されるのが、従来の正税（常賦）の他に別途銀7両を徴収する「7両包銀制」を導入しようとしたことである。これは、従来軍役負担など（差役）のない一般民戸が地方税的なものとして治めていた税を国税として一本化し徴収するものであるが、あまりに民にとって大きな負担であるとの批判が寄せられ導入には至らなかった。しかし、後に第4代皇帝モンケが即位すると漢地総督に復帰したヤラワチの下で徴収額を1両減らしただけの「6両包銀制」が正式に導入され、以後大元ウルスの時代にも「包銀制」として定着した。また、西方のペルシア語史料にはモンケ・カアンが即位にあたって民の負担を減らすため「ヤラワチの税法」と呼ばれる統一税制を導入したことが記録されているが、この「ヤラワチ税法」こそ漢地における「包銀制」の原型に他ならないと明らかにされている。つまり、「7両包銀制」はアブドゥッラフマーンの独創にかかるものではなくヤラワチが中央アジアで始めた制度を漢地で採用したに過ぎず、モンゴル帝国にとって「包銀制」の導入は既定路線であったことには注意が必要である。ただし、ヤラワチが導入した「6両包銀制」でさえ民の負担が大きいとして実施から5年目で4両に減額（更に、1両分は銀納でなくてもよいとされた）されており、アブドゥッラフマーンの導入しようとした「7両包銀制」が民に過酷な負担を強いるものであったことも事実なようである。

### 失脚
一方、アブドゥッラフマーンを登用したドレゲネは同時期に自らが産んだグユクを次期皇帝とすべく活動を行っていた。ジョチ・ウルスのバトゥを筆頭として先代皇帝の庶長子に過ぎないグユクの即位に対しては強烈な反対が寄せられ、カアンを決める統一クリルタイがなかなか開かれなかったためにドレゲネ称制期は5年にも及んだが、1246年に遂にグユクは第3代皇帝として即位を果たした。しかし、即位したグユクはドレゲネ称制期の路線を否定して父のオゴデイの政策を継承する道を選び、即位後最初の審理案件としてチンカイ、ヤラワチらの失脚を主導したファーティマ・ハトゥンを処刑した。これに並行してチンカイ、ヤラワチらの復権も果たされ、『集史』「グユク・カン紀」によるとアブドゥッラフマーンもまたグユクの即位直後に処刑され、ヤラワチが漢地総督に復帰したという。ファーティマ・ハトゥンとアブドゥッラフマーンの処刑は、グユクによる旧政権の粛正という側面を有していたと指摘されている。
アブドゥッラフマーンは『元史』「奸臣伝」に載せられるアフマド・ファナーカティーとともに悪評の人物として名高く、主に『元史』耶律楚材伝の記述によって漢人に対する過度な徴収が強調される傾向にある。しかし、前述したようにフレグ・ウルスの宰相のラシード・ウッディーンが著した『集史』等では漢文史料に見られるような悪評は記されず、アブドゥッラフマーンの始めようとした新税制もあくまでヤラワチが中央アジアで創始した税制に倣ったことが読み取れる。また、近年『元史』耶律楚材伝とその原型となった「中書令耶律公神道碑」が耶律楚材を称揚するために史実とはかけ離れた記述が多く見られていると指摘されていることも踏まえ、近年のモンゴル史研究では一面的な否定的評価が見直されている。